# Ambliopia
Ambliopia, olho vago ou olho preguiçoso é uma disfunção oftálmica caracterizada pela diminuição da acuidade visual uni ou bilateralmente, sem que o olho afetado mostre qualquer anomalia estrutural. É a causa mais comum de deficiência visual em crianças e adultos jovens e de meia idade.
A ambliopia pode ser causada por qualquer condição que interfira com o foco ocular durante a primeira infância. Isso pode ocorrer devido ao mau alinhamento dos olhos, astigmatismo, miopia, hipermetropia ou opacificação do cristalino. Ainda que a causa subjacente seja corrigida, o foco não é restaurado imediatamente, pois o cérebro também está envolvido nesse mecanismo. Por ser uma condição de difícil detecção, recomenda-se a realização de testes de visão em todas as crianças em torno dos 4-5 anos de idade.
A detecção precoce auxilia no sucesso do tratamento. Para alguns casos, o uso de óculos é o suficiente para a correção da ambliopia. Entretanto, muitas vezes é necessário um tratamento que force a criança a usar apenas o olho afetado. Isso é feito com a utilização de um tapa-olho adesivo ou com a instilação de atropina no olho mais forte. Sem tratamento, a ambliopia normalmente persiste até a idade adulta, quando os tratamentos já não se mostram eficazes.
A ambliopia foi descrita pela primeira vez em 1600. Nas crianças, manifesta-se por volta dos cinco anos de idade. Estima-se que entre 1 e 5% da população adulta apresente essa disfunção. Embora o tratamento melhore o foco de visão, o olho afetado não pode ser completamente corrigido.

## Definição
Entende-se por ambliopia a deficiência do desenvolvimento normal do sistema visual (v. Visão biológica) de um dos olhos (ou mais raramente de ambos) durante o período de maturação do sistema nervoso central (especificamente para o sistema visual, a maturação do SNC estende-se até os 6-7 anos de idade), sem que haja lesão orgânica ou com lesão orgânica desproporcional à intensidade da baixa da acuidade visual.
A baixa acuidade visual encontrada na ambliopia é devida ao desenvolvimento incompleto da visão foveal (v. Fóvea), sendo a visão periférica preservada e o campo visual (v. Campimetria) e acuidade da visão escotópica normais.

## Tipos
Estabelecem-se, basicamente, os seguintes tipos de ambliopia, a depender da causa responsável pelo comprometimento da visão:
• Ambliopia por estrabismo: quando ocorre desarmonia entre os dois eixos visuais paralelos e tal alteração é perene. O estrabismo intermitente não acarreta deficiência grave. A visão foveal (v. Fóvea) do olho desviado será inferior à daquele que fixa normalmente pela mácula.
• Ambliopia por ametropia: erros refracionais significativos e não corrigidos em ambos os olhos impedem a formação de uma imagem nítida, dificultando o pleno desenvolvimento da acuidade visual.
• Ambliopia por anisometropia: diferenças superiores a 2,0 dioptrias entre os dois olhos, seja por miopia, hipermetropia ou astigmatismo, poderão promover uma interação binocular anormal, acarretando o fenômeno de supressão na visão do olho mais ametrópico e sua consequente ambliopia.
• Ambliopia por privação (ou "ex-anopsia"): é ocasionada pela existência de uma barreira à chegada da luz à retina em toda a sua intensidade, impedindo a formação de uma imagem bem definida. As causas podem ser: leucoma corneano, catarata congênita uni ou bilateral, ptose palpebral, opacidades vítreas, hifema, dentre outras.